# 霍韋爾芒廷 (加利福尼亞州)
霍韋爾芒廷（英語：Howell Mountain）是位於美國加利福尼亞州納帕縣的一個非建制地區。該地的面積和人口皆未知。

## 地理
霍韋爾芒廷的座標為38°34′53″N 122°27′04″W / 38.58139°N 122.45111°W，而該地的平均海拔高度為513米（即1683英尺）。